# Jess Phillips
Jessica Rose Phillips (født  Trainor; født 9. oktober 1981) er en britisk politiker for Labour Party. 
Hun har fungeret som parlamentsmedlem (MP) for Birmingham Yardley siden parlamentsvalget i 2015.